# Владимирский, Сергей Михайлович
Сергей Михайлович Владимирский (1908—1989) — советский учёный,  конструктор и государственный деятель, организатор работ по созданию ракетно-космической техники. Заместитель министра промышленности средств связи СССР (1949—1953), среднего машиностроения СССР (1954—1955) и радиопромышленности СССР (1955—1968). Лауреат Сталинской премии.

## Биография
Родился 15 декабря 1919 года в Париже в семье будущего советского государственного деятеля М. Ф. Владимирского.
С 1925 по 1930 год обучался в Московском энергетическом институте. С 1930 года направлен для работы в систему Народного комиссариата авиационной промышленности СССР на  Заводе № 24 имени М. В. Фрунзе где работал в должностях:  начальника цеха, главного инженера и директора этого завода. 
С 1946 по 1947 год — директор НИИ-108 входящего в систему Спецкомитеты № 3 (Комитет по радиолокации) при Совете Министров СССР. С 1947 по 1949 год на работе в центральном аппарате Министерства промышленности средств связи СССР в должности руководителя Шестого Главного управления и с 1949 по 1953 год — заместитель министра промышленности средств связи СССР.
С 1953 года — заместитель председателя Специального комитета при СМ СССР. В этом же году начал работать в КБ-1 в системе Министерства среднего машиностроения СССР  на должностях главного инженера и руководителя этого конструкторского бюро. 3 февраля 1953 года Постановлением ЦК КПСС и СМ СССР «За успешное руководство работами по созданию средств системы "Комета"» С. М. Владимирский был удостоен Сталинской премии. С 1954 по 1955 год — заместитель министра среднего машиностроения СССР. С 1955 по 1968 год на работе в центральном аппарате Министерстве радиопромышленности СССР в должности первого заместителя министра по ракетному и реактивному вооружению, одновременно с 1957 по 1965 год —  заместитель председателя Государственного комитета СССР по радиоэлектронике. С. М. Владимирский в качестве члена Государственных комиссий по испытаниям курировал работы по созданию двухступенчатой МБР «Р-7» и жидкостной одноступенчатой БРСД «Р-12», «Р-5М» и «Р-7А».
С 1968 по 1980 год — ответственный секретарь Советской части Межправительственной Советско-Чехословацкой комиссии по экономическому и научно-техническому сотрудничеству при Совете Министров СССР, являлся одним из кураторов космической программы "Интеркосмос". 8 декабря 1951 года «закрытым» Указом Президиума Верховного Совета СССР «За выполнение специального задания Советского Правительства (за участие в испытаниях изделий РДС-2, РДС-3, РДС-4, РДС-5 и РДС-6)» С. М. Владимирский  награждён Орденом Трудового Красного Знамени. «Закрытыми» Указами Президиума Верховного Совета СССР 20 апреля 1956 года «За выполнение специального задания Советского Правительства (за создание системы С-25)» и 21 декабря 1957 года «За заслуги в деле создания и запуска Первого в мире искусственного спутника Земли» С. М. Владимирский был дважды награждён Орденом Ленина.
Скончался 17 февраля 1989 года в Москве, похоронен в колумбарии Новодевичьего кладбища.

## Награды
- Два Ордена Ленина (1956, 1957)
- Два Ордена Трудового Красного Знамени (1943, 1951)
- Орден Отечественной войны 2-й степени (1945)
- Медаль «За победу над Германией в Великой Отечественной войне 1941—1945 гг.»
- Сталинская премия (1953 — «За успешное руководство работами по созданию средств системы "Комета»)[1][2][3].